# Głos Uczniowski
Głos Uczniowski – białostockie czasopismo szkolne wydawane nieprzerwanie przez 17 lat (1922–1938). 

## Historia
Był to w założeniu dwumiesięcznik, nie wychodził w przerwie wakacyjnej. Łącznie ukazało się 65 numerów, odpowiednio w 1922 r.  – 1 numer, 1923 — 4, 1924 — 5, 1925 — 3, 1926 — 3, 1927 — 5, 1928 — 1, 1929 — 6, 1930 — 5, 1931 — 5, 1932 — 5, 1933 — 5, 1934 — 5, 1936 — 5, 1937 — 5, 1938 — 3. Pomysłodawcą „Głosu Uczniowskiego” byli uczniowie Państwowego Gimnazjum Męskiego im. króla Zygmunta Augusta w Białymstoku (Wacław Białkowski, J. Stawicki, Józef Dubaniewicz i Henryk Stankiewicz). Inicjatywę zaaprobował ówczesny dyrektor placówki ks. dr Stanisław Hałko, a stałym opiekunem merytorycznym był nauczyciel języka polskiego — Czesław Pietrasz. Od trzeciego numeru (marzec 1923 r.) „Głos Uczniowski” był współredagowany przez „Bratnią Pomoc” — organizację uczennic Gimnazjum Państwowego im. Anny z Sapiehów Jabłonowskiej w Białymstoku. Zmiana ta oznaczała, że stale zastępcą redaktora naczelnego pisma była uczennica z tego gimnazjum; poszerzony został również skład redakcyjny, szkoła wyznaczała również nauczyciela sprawującego nadzór merytoryczny (od 1929 r. była to Jadwiga Szumska).